# La Baie (chanson)
Pour les articles homonymes, voir La Baie (homonymie).
Singles de Clara Luciani
Les Fleurs
(2018) Nue
(2019)
Pistes de Sainte-Victoire
La Grenade
(1) On ne meurt pas d'amour
(3)
La Baie est une chanson interprétée par Clara Luciani, sortie le 27 mars 2018. C'est le troisième single extrait de son album Sainte-Victoire.
C'est une adaptation en français du titre The Bay du groupe britannique Metronomy, extrait de l'album The English Riviera sorti en 2011.

## Liste de titres
| 1. | La Baie | Joseph Mount, Clara Luciani (adaptation) | 3:50 |

| 1. | La Baie (Yuksek Radio Edit) | Joseph Mount, Clara Luciani (adaptation) | 3:09 |

## Crédits
- Écrit et composé par Joseph Mount
- Texte français: Clara Luciani
- Produit par: Sage
- Production additionnelle: Yuksek
- Basse: Yuksek, Sage
- Batterie: Yuksek, Antoine Boistelle
- Claviers: Yuksek, Sage, Benjamin Lebeau
- Piano: Alban Claudin
- Mix: Yuksek
- Mastering: Chab

## Classements

### Classements hebdomadaires
| Classement (2018-2019)                  | Meilleure position |
| --------------------------------------- | ------------------ |
| Belgique (Wallonie Ultratop 50 Singles) | 38                 |
| Belgique (Wallonie Ultratop 50 Airplay) | 24                 |
| France (SNEP Téléchargements)           | 156                |
| France (SNEP Ventes)                    | 165                |

### Certifications
| Pays   | Organisme | Certification | Seuil                            |
| ------ | --------- | ------------- | -------------------------------- |
| France | SNEP      | Or            | 15 millions d'équivalent streams |